# Partido judicial de Alcoy
El partido judicial de Alcoy es uno de los trece partidos judiciales de la provincia de Alicante, Comunidad Valenciana; en concreto se trata del partido judicial n.º 2 de la provincia de Alicante.
El ámbito territorial, que viene regulado por el Real Decreto 529/1983, de 9 de marzo, comprende los municipios de:
- Agres
- Alcocer de Planes
- Alcolecha
- Alcoy
- Alfafara
- Almudaina
- Alquería de Aznar
- Balones
- Bañeres
- Benasau
- Beniarrés
- Benifallim
- Benilloba
- Benillup
- Benimarfull
- Benimasot
- Cocentaina
- Facheca
- Famorca
- Gayanes
- Gorga
- Lorcha
- Millena
- Muro de Alcoy
- Penáguila
- Planes
- Cuatretondeta
- Tollos